# Lindowský muž

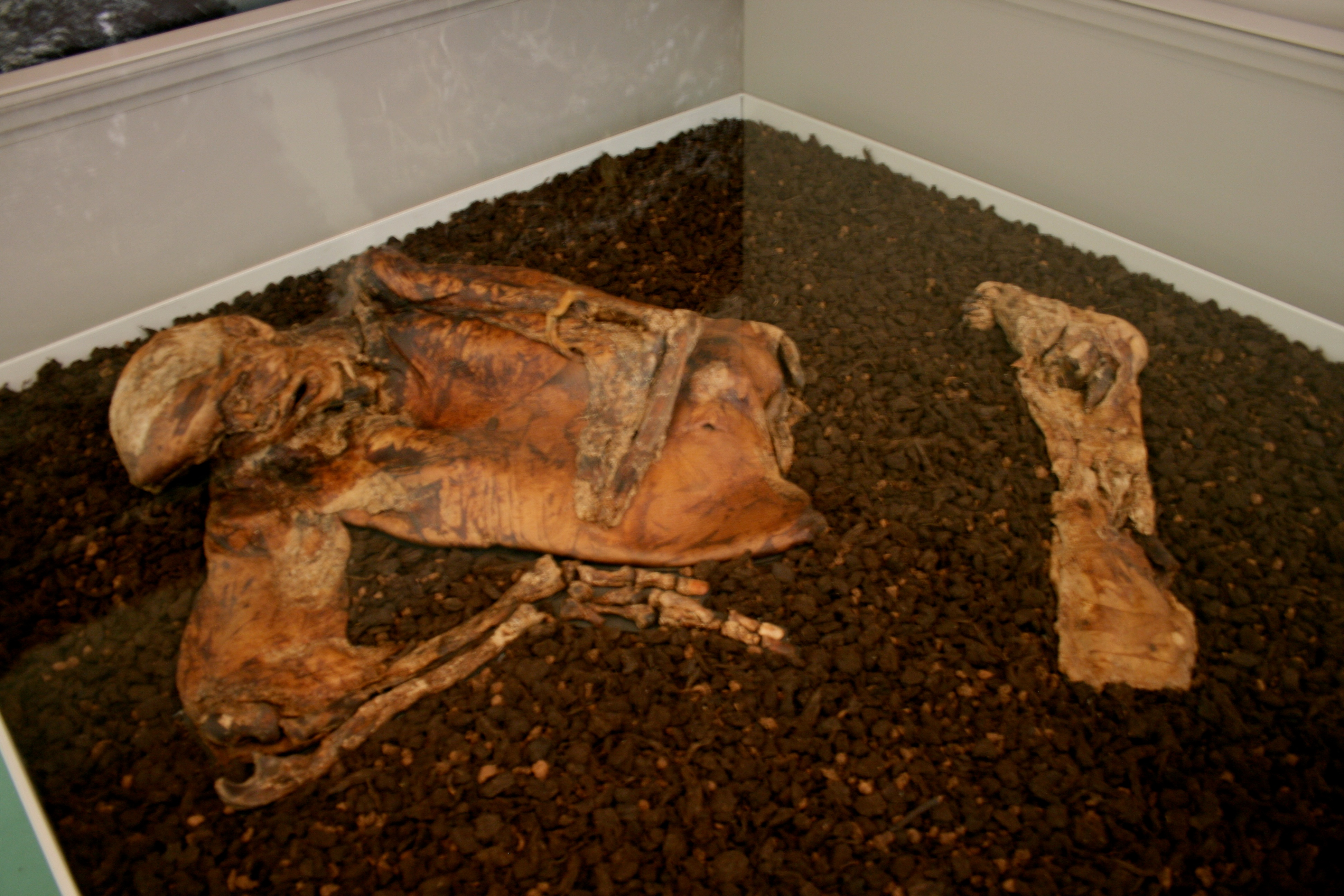
Lindowský muž

Lindowský muž je jméno, kterým je nazývána přirozená mumie z bažin člověka z doby přibližně 60 let n. l., která byla nalezena v roce 1984 v rašeliništi Lindowského močálu v jižně od Manchesteru v Anglii. Jedná se pravděpodobně o druidského prince z Irska, zvaného Lovernius - Liščí muž, který se nabídl jako oběť bohům za porážku Římanů.[zdroj?]
Lindowský muž byl obětován formou trojnásobné smrti: “jeho lebka byla proražena třemi údery sekyrou, hrdlo měl zaškrceno třikrát zauzlovanou šňůrou ze šlachy a krev z něj rychle vytekla přesným řezem na krční tepně.”.